# Marius Moutet

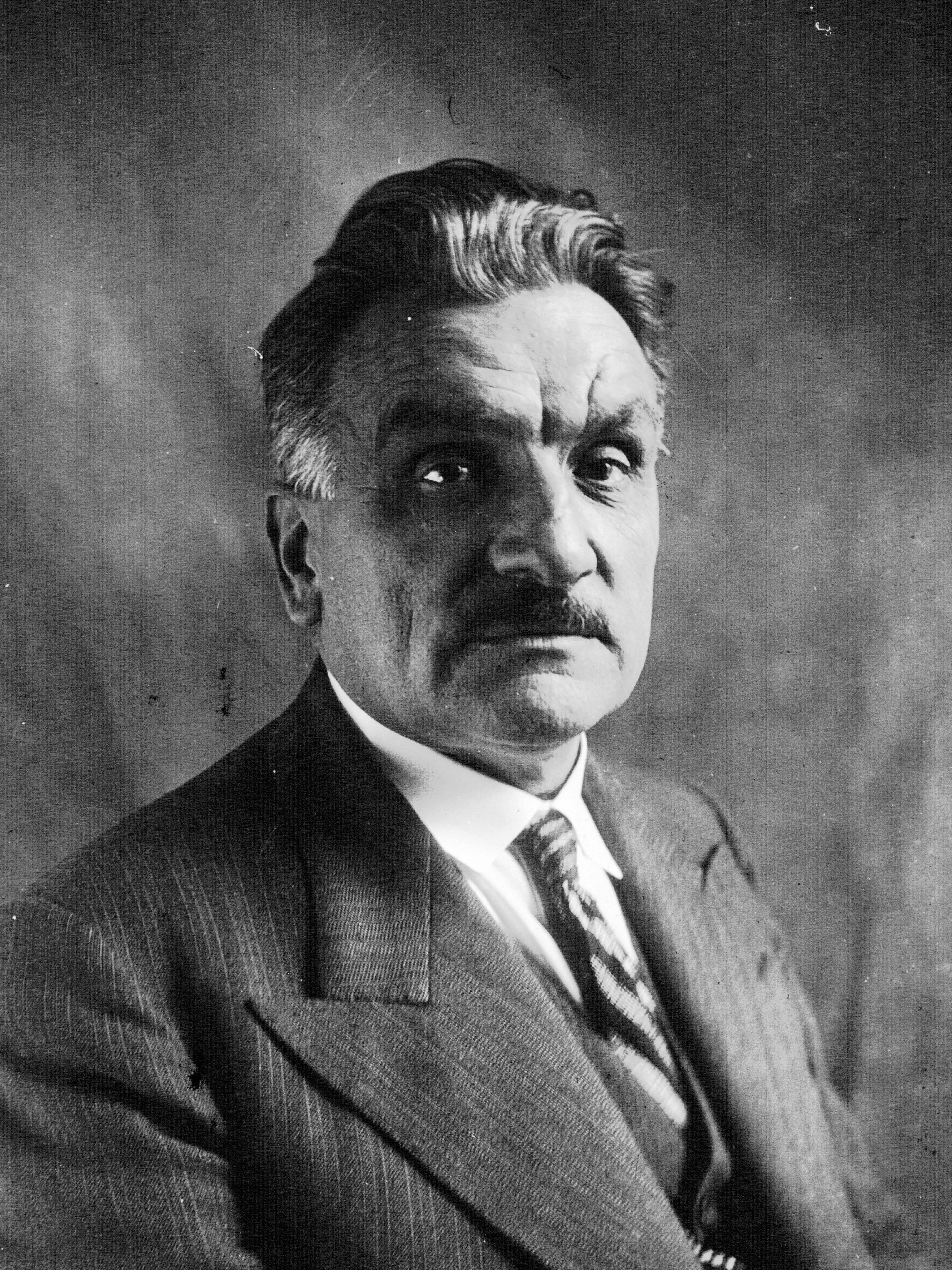
Marius Moutet (1933)

Marius Moutet (* 19. April 1876 in Nîmes, Département Gard; † 29. Oktober 1968 im 9. Arrondissement, Paris) war ein französischer Politiker der SFIO (Section française de l’Internationale ouvrière), der unter anderem zwischen 1914 und 1928 und erneut von 1929 bis 1942 Mitglied der Abgeordnetenkammer sowie zwischen 1945 und 1947 Mitglied der Nationalversammlung war. Er war mehrmals Kolonialminister beziehungsweise Minister für die Überseegebiete sowie von 1947 bis 1959 Mitglied des Rates der Republik beziehungsweise zwischen 1959 und 1968 Mitglied des Senats.

## Leben

### Rechtsanwalt und Mitglied der Abgeordnetenkammer
Marius Moutet absolvierte nach dem Schulbesuch ein Studium der Rechtswissenschaften an der Universität Lyon und engagierte sich im Sozialistischen Studentenbund und danach ab 1895 beim Unabhängigen Sozialistischen Studentenbund. Nach seiner Zulassung nahm er eine Tätigkeit als Rechtsanwalt auf und war am 28. September 1900 für das Département Rhône Teilnehmer auf dem Kongress der sozialistischen Organisationen im Wagram-Saal in Paris, der die Fusion zwischen der Französischen Arbeiterpartei POF (Parti ouvrier français) und der Revolutionären Sozialistischen Partei PSR (Parti socialiste révolutionnaire) einleitete, die 1901 zunächst zur Gründung der Revolutionäre sozialistische Einheit USR (Unité socialiste révolutionnaire) führte, die 1902 unter der Führung von Jules Guesde in Sozialistische Partei Frankreichs PSdF (Parti socialiste de France) umbenannt wurde. Am 25. April 1905 vertrat er das Département Rhône auch auf dem konstituierenden Kongress der Französischen Sektion der Arbeiter-Internationale SFIO (Section française de l’Internationale ouvrière), die aus der PSdF und Sozialistischen Partei Frankreichs PSF (Parti socialiste français) entstand. Als Nachfolger von Philippe Krauss wurde er zudem 1904 Mitglied des Generalrates des Département Rhône und vertrat dort bis zu seiner Ablösung durch Joseph Essertier 1919 den Kanton Lyon-III.

### Kolonialminister der Volksfrontregierung, Madagaskar-Plan und Reformen in Französisch-Indochina

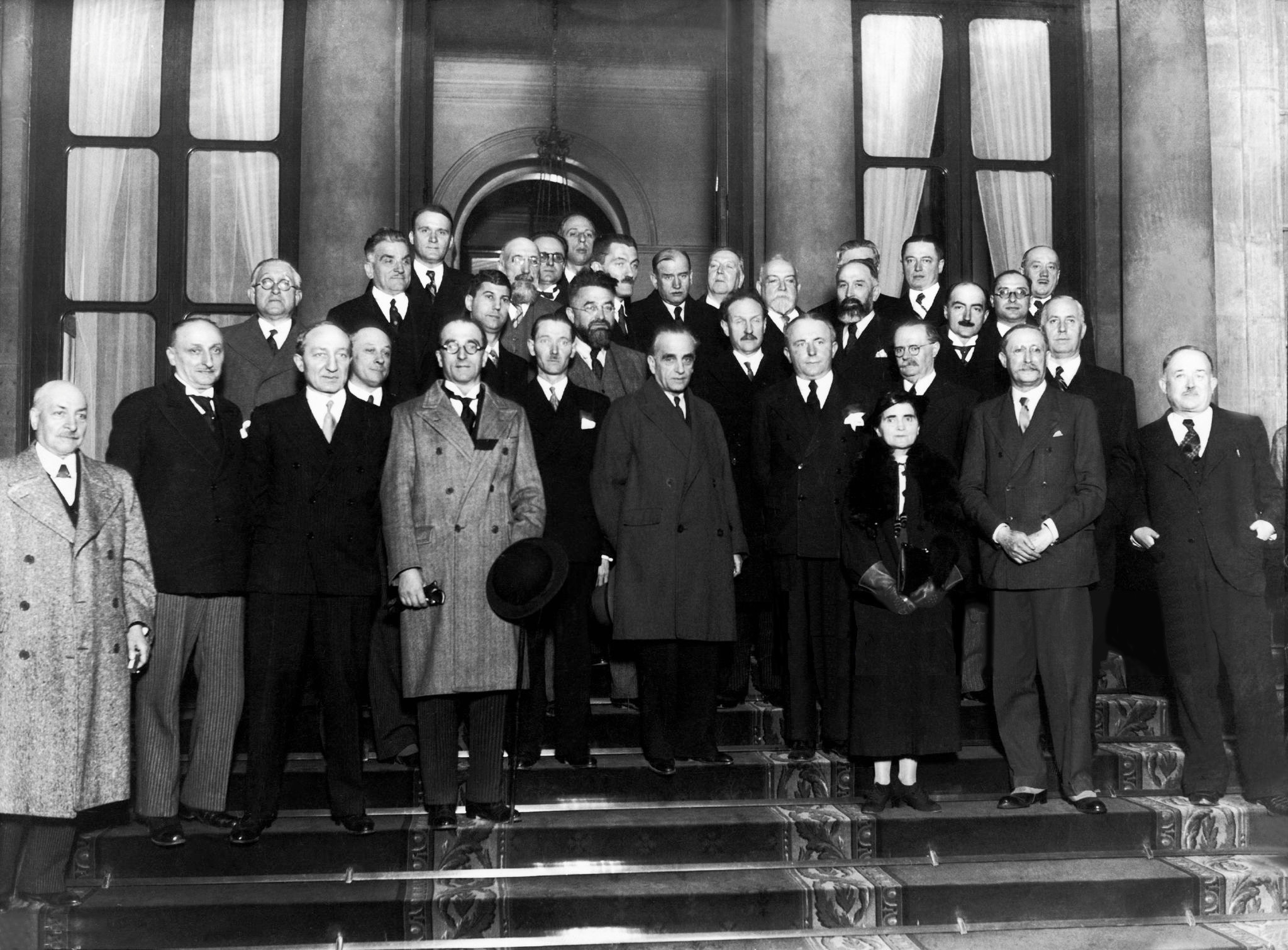
Das Kabinett Blum I (Juni 1936)

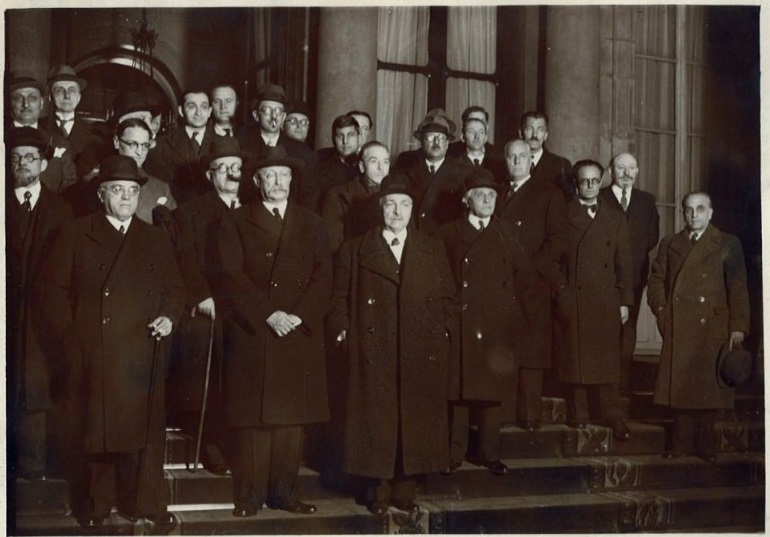
Das Kabinett Blum III (März 1938)

Am 10. Mai 1914 wurde Moutet für die SFIO erstmals zum Mitglied der Abgeordnetenkammer (Chambre des députés) gewählt und vertrat in dieser nach seinen Wiederwahlen am 16. November 1919 und am 11. Mai 1924 zwischen dem 1. Juni 1914 und dem 31. Mai 1928 den sechsten Wahlkreis von Lyon. Er engagierte sich zudem von 1918 bis 1936 als Mitglied des Zentralkomitees der 1898 gegründeten Liga für Menschenrechte (Ligue française pour la défense des droits de l’homme et du citoyen) und wurde bei der Wahl am 13. Januar 1929 für die SFIO erneut zum Mitglied der Abgeordnetenkammer gewählt, in der er nunmehr nach seinen Wiederwahlen am 8. Mai 1932 und 3. Mai 1939 in der Zeit zwischen dem 13. Januar 1929 und dem 31. Mai 1942 den zweiten Wahlkreis des Département Drôme vertrat.
Als Befürworter einer Regierung der Volksfront-Regierung der vereinigten linken Parteien (Front populaire) trat er am 4. Juni 1936 in das Kabinett Blum I und bekleidete in diesem bis zum 21. Juni 1937 das Amt als Minister für Kolonien (Ministre des Colonies). Das Amt des Ministers für Kolonien übernahm er zwischen dem 23. Juni 1937 und dem 14. Januar 1938 auch im darauf folgenden Kabinett Chautemps III sowie erneut vom 13. März bis zum 8. April 1938 im Kabinett Blum II.
Auf seine Initiative als Minister für Kolonien war ab 1936 die Idee diskutiert worden, Madagaskar unter polnische Verwaltung zu stellen, da einige polnische Politiker aus wirtschaftlichen und geopolitischen Gründen Interesse an einem eigenen Überseegebiet zeigten. Am 5. Mai 1937 entsandte die polnische Regierung nach Genehmigung Frankreichs eine Prüfungskommission nach Madagaskar, die auch die Umsiedlung polnischer Juden dorthin untersuchen sollte. Während einzelne Kommissionsmitglieder der Ansicht waren, dass man 40.000 bis 60.000 Juden ins Hochland von Madagaskar umsiedeln könnte, hätten nach der Meinung anderer Kommissionsmitglieder aber nur 2.000 Menschen auf der ganzen Insel Platz. Andere Schätzungen von Experten, die ohnehin Palästina präferierten, fielen sogar noch geringer aus. Obwohl die polnische Regierung das Ergebnis für zu hoch einschätzte und die madagassische Bevölkerung gegen eine Einwanderungswelle demonstrierte, setzte sie die Verhandlungen mit Frankreich fort. Interessiert an der Prüfungskommission waren neben Polen und Frankreich auch Großbritannien, die Niederlande und das Joint Distribution Committee (JDC), eine vor allem in Europa tätige Hilfsorganisation US-amerikanischer Juden für jüdische Glaubensgenossen.
Als Kolonialminister war Moutet ein bekannter Kritiker der französischen Kolonialherrschaftsmethoden. Zwar waren auch die Mitglieder der Front populaire mit großer Mehrheit für den Fortbestand der französischen Herrschaft in Übersee, stellten aber eine Reform des repressiven kolonialen Verwaltungsapparats sowie innere Autonomie in Aussicht. Die Hoffnungen der Vietnamesen in Französisch-Indochina schienen sich zu erfüllen, nachdem Moutet noch im Juni 1936 eine weitreichende Amnestie aussprach und im gesamten Kolonialreich tausende politische Gefangene freiließ. Allein in den vietnamesischen Gebieten (Tonkin, Annam, Cochinchina) wurden 2028 Häftlinge entlassen, davon galten 1352 offiziell als politische Gefangene. Mehrheitlich handelte es sich hierbei um Vietnamesen, die als tatsächliche oder mutmaßliche Beteiligte der Aufstände 1930/31 inhaftiert worden waren. Moutet ließ des Weiteren die Haftbedingungen in den Gefängnissen verbessern, Dossiers der Kolonialpolizei für ungültig erklären sowie einheimische Geschworene in den lokalen Gerichten einsetzen. Generalgouverneur René Robin protestierte gegen diese Maßnahmen, wurde aber wenig später durch den liberaleren Jules Brévié ersetzt.
In der Abgeordnetenkammer gehörte er zu den 80 Abgeordneten, die gegen das Verfassungsgesetz vom 10. Juli 1940 stimmten, welches der Regierung von Philippe Pétain die volle Autorität und alle Befugnisse, eine neue Verfassung der französischen Republik zu erlassen und zu verkünden, übertrug. Dieser Akt gilt als das Ende der Dritten Französischen Republik.

### Nachkriegszeit, Vierte und Fünfte Republik

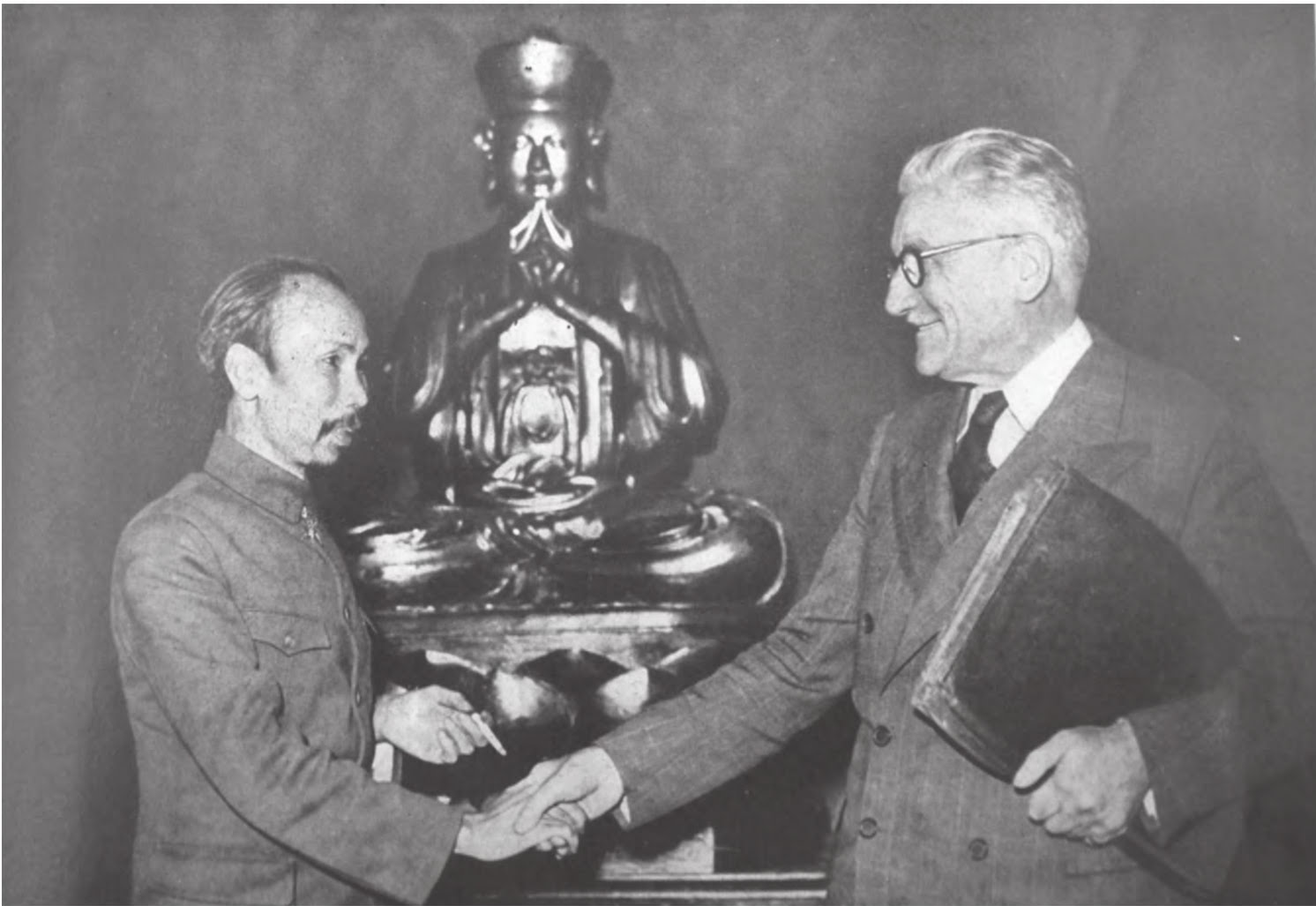
Moutet als Minister für die Überseegebiete mit Hồ Chí Minh (1946)

Nach der La Libération, der Befreiung Frankreichs, wurde Marius Moutet bei der Wahl am 21. Oktober 1945 für die SFIO im Département Drôme zum Mitglied der Verfassunggebenden Nationalversammlung (Assemblée nationale constituante) gewählt und gehörte dieser nach der Wahl am 2. Juni 1946 beziehungsweise nach der Wahl am 10. November 1946 der Nationalversammlung (Assemblée nationale) vom 6. November 1945 bis zu seinem Mandatsverzicht am 11. Februar 1947 an. Am 26. Januar 1946 übernahm er im Kabinett Gouin das Amt als Minister für die Überseegebiete (Ministre de la France d’Outre-Mer) und behielt diesen Ministerposten auch in den darauf folgenden Kabinetten Bidault I (24. Juni bis 16. Dezember 1946), Blum III (16. Dezember 1946 bis 22. Januar 1947). Bei der Wahl am 13. Juni 1947 wurde er zum Mitglied des Rates der Republik (Conseil de la République) gewählt und gehörte diesem als Vertreter für Französisch-Sudan bis zum 7. November 1948 an.
Marius Moutet wurde am 16. Januar 1947 als Minister für die Überseegebiete in das Kabinett Ramadier I berufen und behielt dieses Ministeramt bis zum 22. Oktober 1947. In dieser Zeit begann der Madagaskar-Aufstand (Insurrection malgache), ein Aufstand gegen die französische Kolonialherrschaft in Madagaskar, der von März 1947 bis Dezember 1948 dauerte.
Bei der Wahl am 7. November 1948 wurde er zudem noch einmal zum Mitglied des Rates der Republik und zu Beginn der Fünften Französischen Republik bei der Senatswahl am 26. April 1959 im Département Drôme zum Mitglied des wieder geschaffenen Senats (Sénat) gewählt, dem er nach seiner Wiederwahl bei der Senatswahl am 23. September 1962 bis zu seinem Tode am 29. Oktober 1968 angehörte. Bei seinem Tode gehörte er somit mehr als 49 Jahre lang dem Französischen Parlament als Mitglied an.

## Veröffentlichungen
- Rapport fait au nom de la Commission des affaires extérieures, des protectorates et des colonies chargée d’examiner les propositions do loi concernant l’accession des indigènes aux droits civils et politiques, Paris 1918
- Rapport fait au nom de la Commission des affaires extérieures, des protectorates et des colonies chargée d’examiner le projet de loi sur l’accession des indigènes musulmans algériens aux droits politiques, Paris 1918
- Le droit national-socialiste, Paris 1936

## Hintergrundliteratur
- Robert Delavignette: La politique de Marius Moutet au ministère des colonies, in: Pierre Renouvin, René Rémond (Herausgeber): Léon Blum, chef de gouvernement, Presses de la Fondation nationale des sciences politiques, 1967, Neuauflage 1981
- Marie-Rose Polidori: L’Action de Marius Moutet au ministère des colonies, Universität der Provence 1992
- Jean-Pierre Gratien: Marius Moutet. Un socialiste à l’Outre-mer, L’Harmattan, Paris 2006
- Freddy Martin-Rosset: L’Itinéraire politique drômois de Marius Moutet, Édition de l’Office universitaire de recherche socialiste (OURS), Paris 2012